# Katholische Universität Portugal
Die Katholische Universität Portugal (port.: Universidade Católica Portuguesa, UCP) ist eine nichtstaatliche, öffentliche Universität mit Standorten in Lissabon (Hauptsitz), Porto, Braga und Beiras. Sie hat den Status einer Konkordatsuniversität (nichtstaatliche Universität mit Konkordatsstatus zwischen Portugal und dem Heiligen Stuhl).

## Geschichte
Die ersten Überlegungen, eine katholische Universität in Portugal zu errichten, entstanden bereits in der Lehrerschaft für Philosophie an der Sankt-Pauls-Schule in Panty (Braga), hier war das Zentrum der geistigen Erziehung in Portugal. Diese Schule war von den Jesuiten gegründet worden, die nach längerer Abwesenheit seit 1875 wieder den Lehrbetrieb aufgenommen hatten. 1910 mussten sie Panty wiederum verlassen und kehrten 1934 an die Schule zurück, ihre Zielvorgabe war von der Glaubenslehre geprägt. Sie gründeten in den folgenden Jahren das Institut für das Studium der Philosophie, das 1942 vom portugiesischen Ministerium für Erziehung und Ausbildung als „Universität der Philosophie“ anerkannt wurde und 1947 zu einer Päpstlichen Universität erhoben wurde.
Durch das päpstliche Dekret Lusitanorum nobilissima gens vom 13. Oktober 1967 wurde das Institut zur „Fakultät für Philosophie an der Portugiesischen Katholischen Universität“ umgewandelt, die noch im gleichen Jahr nach Lissabon verlegt und in die Trägerschaft der Portugiesischen Bischofskonferenz übergeben wurde. An ihr wurde 1968 die Fakultät für Theologie und 1971 für Humanwissenschaften errichtet.
Die staatliche Anerkennung als Universität erhielt sie in Verbindung mit einem Konkordat, sie war nun eine gleichberechtigte und gleichwertige Universität für den Staat und die römisch-katholische Kirche. In den darauffolgenden Jahren entwickelte sich die Universität zu einer öffentlichen und kirchlichen Einrichtung, mit vielen Studiengängen und Fachgebieten. Die gesamte Ausbildung der akademischen und wissenschaftlichen Studenten basiert auf den Prinzipien und den Werten der christlichen Lehre, heute genießt die Universität ein hohes Maß an Autonomie und hat den Ruf einer „Elite-Universität“ erlangt.
Eine grundsätzliche Überlegung war die örtliche Trennung von Forschung und Lehre, deshalb wurden auch weitere sogenannte „Regionale Zentren“ erbaut. Diese Regionalen Zentren sind in Lissabon, Porto, Braga und Beiras im Distrikt Viseu. Heute gibt es 18 Fakultäten sowie Hochschulen und Institute für Bildung und Forschung. Neben den vier Zentren in Portugal ist die UCP auch mit der Sankt-Josephs-Universität in Macau verbunden.

## Organisation

### Lissabon

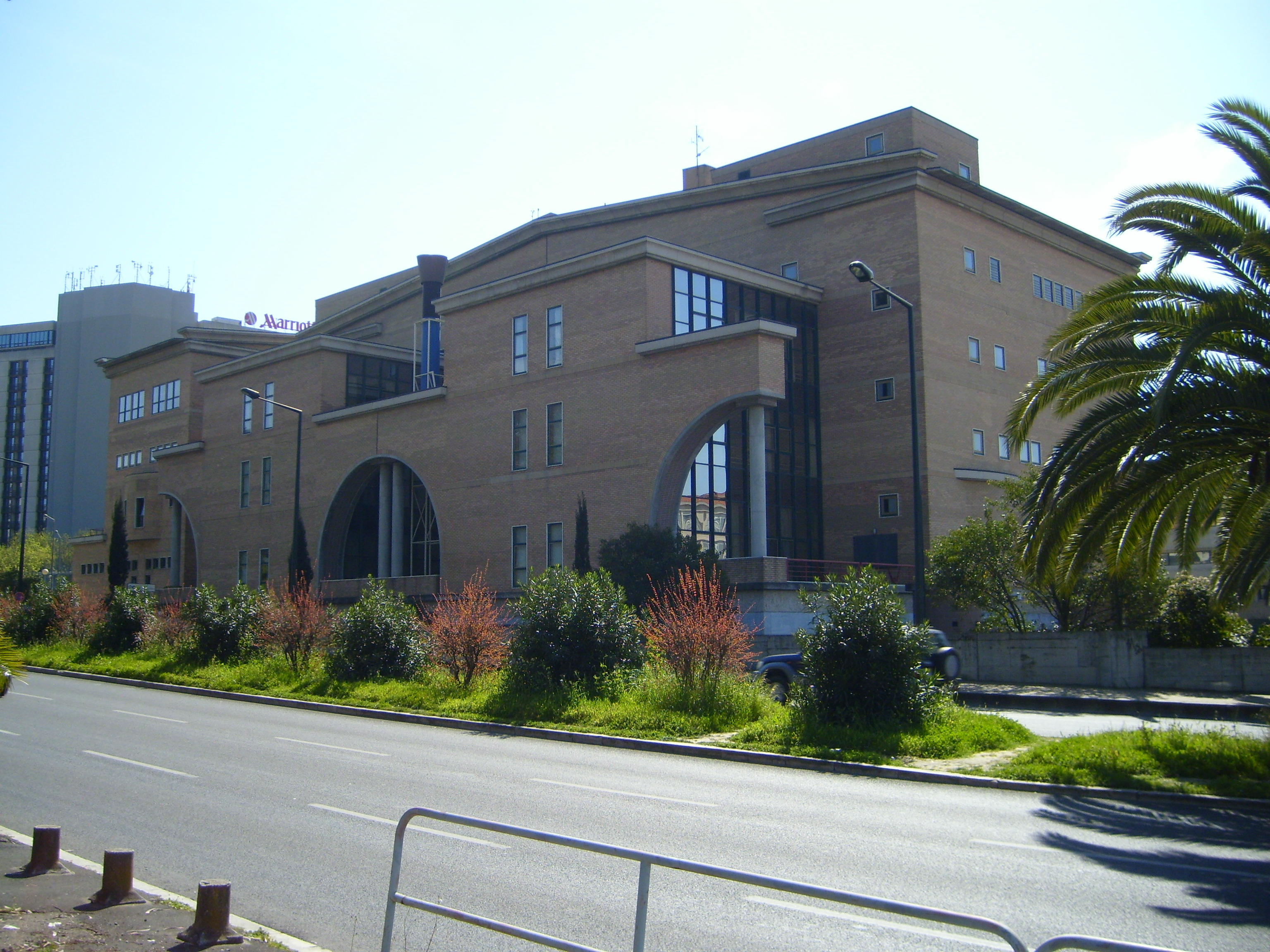
Katholische Universität Portugal in Lissabon

Das Regionale Zentrum Lissabon (Contro Regional do Lisboa) verfügt über die folgenden Fakultäten:
Humanwissenschaften, Wirtschaft und Management, Rechtswesen, Theologie und Technik. Weiterhin gehören ihr folgende Institute an: Institut für europäische Studien, Institut für Pädagogik, Institut für Politik, Institut für allgemeine Gesundheitslehre und das Institut für Orientalistik. Hier befindet sich auch die Hauptverwaltung.

### Beiras
Das Regionale Zentrum Beiras (Centro Regional do Beiras) wurde 1980 gegründet und hat seinen Hauptsitz in Viseu, sowie zwei weitere Dependancen in Leiria und Figueira da Foz. Hier werden folgende Studiengänge angeboten: Klassische oder moderne Philosophie, Geschichte, Betriebswirtschaft, Mathematik, Informatik, Architektur und Zahnmedizin. In der Fakultät für Philosophie wurde 1993 auch ein deutscher Fachbereich gegründet, neben deutscher Literatur, Sprache, Sprachwissenschaft, wird auch Didaktik Deutsch als Fremdsprache angeboten.

### Braga

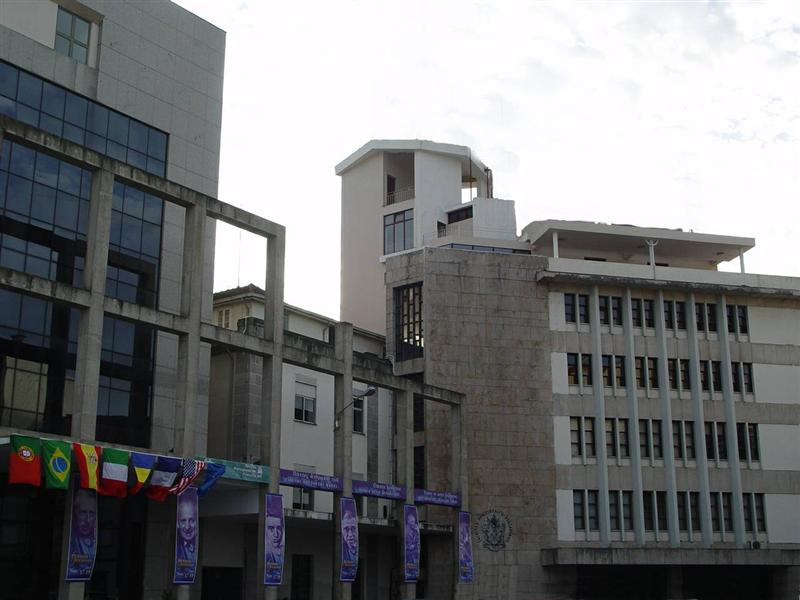
Philosophische Fakultät in Braga

Das Regionale Zentrum Braga (Centro Regional do Braga), in deren Ortsteil Panty diese Universität gegründet wurde, kann auf eine über 40-jährige Geschichte zurückblicken.
Sie beherbergt die Universität für Philosophie, als die älteste noch von Jesuiten gegründete Fakultät, die Fakultät für Theologie und seit 2001 die Fakultät für Sozialwissenschaften.

### Porto
Das Regionale Zentrum Porto (Centro Regional do Porto) begann 1978 seine ersten Vorlesungen in der Fakultät für Rechtswissenschaften. Das Zentrum wurde durch die Hochschule für Biotechnik im Jahre 1984 erweitert, es folgte 1986/87 ein weiterer Studienzweig in der Verwaltungshochschule. Zwischen 1996 und 2004 folgten das Institut für Humanwissenschaften und Theologie, Hochschule für Musik und Schauspiel, Fakultät für Psychologie und das Institut für Erziehungswissenschaften.

## Rektoren
- 2020–2024: Isabel Maria de Oliveira Capeloa Gi (* 1965)
- 2012–2016: Maria da Glória Garcia (* 1953)
- 2000–2012: Manuel Braga da Cruz (1946)
- 1996–2000: Manuel Isidro Araújo Alves (* 1940)
- 1988–1996: José da Cruz Policarpo (1936–2014)
- 1972–1988: José do Patrocínio Bacelar e Oliveira (1916–1999)
- 1962–1968: José do Patrocínio Bacelar e Oliveira (1916–1999, Gründungsrektor)